# Controvérsias da década de 2020 em torno da teoria crítica da raça

Leis estaduais que restringem o ensino sobre raça nos Estados Unidos em julho de 2022
Estados com leis que restringem o ensino sobre raça em salas de aula ou em agências estaduais
Estados que estão considerando projetos de lei ou políticas que restrinjam o ensino sobre raça em escolas ou agências estaduais
Estados que não conseguiram aprovar esse tipo de legislação
Estados que não apresentaram projetos de lei sobre esse tema

Desde 2020, esforços têm sido empreendidos por conservadores e outros para contestar o ensino da teoria crítica da raça (TCR) nas escolas dos Estados Unidos. Após os protestos de 2020 relacionados aos assassinatos de Ahmaud Arbery e George Floyd, bem como à morte de Breonna Taylor, os distritos escolares passaram a introduzir currículos adicionais e criar cargos ligados à diversidade, equidade e inclusão (DEI) para tratar das "disparidades decorrentes de raça, economia, deficiências e outros fatores". Tais medidas foram alvo de críticas por parte dos conservadores, particularmente daqueles do Partido Republicano. A cientista política Jennifer Victor, da George Mason University, descreveu isso como parte de um ciclo de reações contrárias ao progresso rumo à igualdade e equidade racial.
Críticos contundentes da teoria crítica da raça incluem o presidente dos EUA, Donald Trump, o ativista conservador Christopher Rufo, diversos autoridades republicanas e comentaristas conservadores na Fox News e em programas de rádio conservadores. A controvérsia gerou movimentos; em particular, o movimento "No Left Turn in Education" (Sem Virada à Esquerda na Educação), que tem sido descrito como um dos maiores grupos que miram os conselhos escolares em relação à teoria crítica da raça. Em resposta à alegação de que a TCR estava sendo ensinada nas escolas públicas, dezenas de estados introduziram projetos de lei que limitam o que as escolas podem ensinar sobre raça, história americana, política e gênero.

## Contexto
A teoria crítica da raça (TCR) é um movimento intelectual multidisciplinar e social formado por estudiosos dos direitos civis e ativistas que buscam examinar a intersecção entre raça, sociedade e direito nos Estados Unidos e contestar as abordagens liberais americanas predominantes em relação à justiça racial. O Ativismo conservador e os esforços para censurar currículos resultaram na introdução de legislação que proíbe o ensino da teoria crítica da raça nas escolas de muitos estados dos Estados Unidos.

## Estados Unidos
No período que antecedeu e no rescaldo da eleição presidencial dos EUA de 2020, a oposição à TCR foi adotada como tema de campanha pelo presidente Donald Trump e por vários comentaristas conservadores na Fox News e em programas de rádio de direita. Em uma entrevista na Fox em setembro de 2020, o ativista conservador Christopher Rufo denunciou fortemente a teoria crítica da raça. Após sua participação na Fox, Rufo foi convidado para uma série de reuniões com Trump. Em seguida, Trump denunciou publicamente a teoria crítica da raça em um discurso em 17 de setembro de 2020 e anunciou a formação da Comissão 1776 para promover uma "educação patriótica". Trump também emitiu uma ordem executiva que direcionava as agências do governo federal dos EUA a cancelarem o financiamento de programas que mencionassem "privilégio branco" ou "teoria crítica da raça", sob o argumento de que se tratava de "propaganda divisiva e anti-americana" e que era "racista".
Os críticos mais contundentes da TCR incluem Trump, Rufo e autoridades do Partido Republicano. Segundo o The Washington Post, a TCR tornou-se um "ponto de ignição" nas guerras culturais nos Estados Unidos, sendo usada como "um termo abrangente para quase qualquer exame do racismo sistêmico" por legisladores e ativistas conservadores.

### Funcionários eleitos
A comunicação de Trump durante a eleição presidencial de 2020 e seu rescaldo incluíram mensagens fortes contra a teoria crítica da raça. Em dezembro de 2020, Trump nomeou o ex-governador do Mississippi, Phil Bryant, como membro da Comissão 1776, que produziria um relatório em resposta ao 1619 Project do The New York Times. Em 18 de janeiro de 2021, The 1776 Report foi submetido na forma de um "plano nacional" de 41 páginas para uma "educação patriótica" como resposta ao 1619 Project. A comissão também criticou o que alegavam ser os fundamentos teóricos da TCR—incluindo o marxismo italiano de Antonio Gramsci, Herbert Marcuse e a Escola de Frankfurt, política identitária e Howard Zinn. Em contraste, a Casa Branca de Trump descreveu The 1776 Report como "a crônica definitiva da fundação americana, uma descrição poderosa do efeito que os princípios da Declaração de Independência dos Estados Unidos tiveram na história desta Nação, e um refutação decisiva das tentativas imprudentes de 'reeducação' que buscam reconfigurar a história americana em torno da ideia de que os Estados Unidos não são um país excepcional, mas um país maligno." A comissão foi dissolvida em 21 de janeiro por meio de uma ordem executiva assinada pelo presidente Joe Biden em seu primeiro dia no cargo.
O senador republicano Tom Cotton apresentou uma emenda ao pacote de reconciliação orçamentária de 2021 que proibiria o uso de fundos federais para a promoção da TCR em programas pré-escolares e em escolas de K-12 em agosto de 2021, a qual foi aprovada por 50 votos contra 49. O projeto de lei Stop CRT Act de Cotton foi apresentado em julho de 2021. Rufo elogiou as ações de Cotton, afirmando que "a luta contra a TCR se tornou nacional" e que Cotton estava "abrindo o caminho."
Jim Pillen venceu a disputa das primárias republicanas para governador na eleição para governador de Nebraska de 2022 com uma campanha eleitoral baseada em sua oposição à teoria crítica da raça, bem como por sua posição contra os direitos ao aborto. Candidatos republicanos como Glenn Youngkin e Jason Miyares também fizeram campanha contra a TCR.
No seu primeiro dia como governador da Virgínia, Youngkin assinou ordens executivas que proibiam o ensino da teoria crítica da raça nas escolas públicas.

### Grupos de advocacy
A oposição ao que se entendia ser a teoria crítica da raça foi adotada como um tema importante por diversos think tanks conservadores e grupos de pressão, incluindo a The Heritage Foundation, a Idaho Freedom Foundation, o American Legislative Exchange Council (ALEC) e organizações financiadas pelos irmãos Koch.
Rufo, bolsista sênior do Manhattan Institute, tem sido um dos críticos mais ativos da TCR, afirmando que ela é anti-americana, representa uma "ameaça existencial aos Estados Unidos" e "permeou todos os aspectos do governo federal". Em 2021, ele escreveu no Twitter: "O objetivo é fazer com que o público leia algo absurdo no jornal e imediatamente pense 'teoria crítica da raça'" e "Nós decodificamos o termo e o recodificaremos para anexar toda a gama de construções culturais que são impopulares entre os americanos."
O grupo de advocacy No Left Turn in Education foi descrito pela NBC News como "um dos maiores grupos que visam os conselhos escolares" no que diz respeito à teoria crítica da raça. O Media Matters for America descreveu o No Left Turn in Education como um dos "principais grupos que alarmam de forma exagerada sobre o ensino da teoria crítica da raça nas escolas". O artigo afirmou que o grupo e sua fundadora, Elana Yaron Fishbein, frequentemente "utilizavam uma retórica tóxica e preconceituosa nas redes sociais e na mídia de direita para minimizar a TCR". Em seu livro de 2022, How to Be an Antiracist, o ativista radical americano Ibram X. Kendi descreveu como Fishbein criou o No Left Turn in Education no verão de 2020. Fishbein retirou seus filhos da Escola Fundamental Gladwyne e enviou um e-mail ao superintendente do Distrito Escolar de Lower Merion (LMSD) em 18 de junho de 2020, contestando a decisão do LMSD de introduzir lições adicionais sobre "proficiência cultural" após o assassinato de George Floyd, e afirmando que, enquanto um número indeterminado de estudantes não-brancos lançava uma campanha pedindo "educação antirracista", ela "rejeitou o pressuposto do antirracismo, da TCR, da educação sexual abrangente (ESA) e das mudanças climáticas". Inicialmente, seu movimento era relativamente pequeno, mas ganhou força quando ela passou a ser convidada como entrevistada no programa principal de Tucker Carlson em setembro de 2020. Fishbein descreve o movimento como uma organização parental de base que utiliza o manual de ativistas veteranos do Partido Republicano para promover mudanças nos conselhos escolares.

### Mídia de massa
Comentaristas conservadores na Fox News e em programas de rádio de direita têm sido fortemente críticos da TCR. Veículos de mídia de direita utilizaram a TCR como arma política em preparação para as eleições intermediárias fora do ano eleitoral de 2021 e para as eleições de meio de mandato de 2022. O Media Matters for America informou que, em junho de 2021, a Fox News mencionou "teoria crítica da raça" um recorde de 901 vezes. A Fox News também promoveu o No Left Turn in Education.
O crítico cultural americano James A. Lindsay, conhecido principalmente por seu papel no escândalo dos estudos de queixa, publicou em fevereiro de 2022 o livro Race Marxism: The Truth About Critical Race Theory and Practice no qual criticou a teoria crítica da raça. Em seu livro, ele citou inúmeros trechos de textos sobre a TCR como prova das falhas da teoria.
Em fevereiro de 2021, William A. Jacobson, um blogueiro conservador e professor de direito na Universidade Cornell, lançou um banco de dados online de faculdades nos Estados Unidos que ensinam o que ele chama de "treinamento em raça crítica", a fim de permitir que os pais evitem essas escolas.

### Opinião pública
A The Economist e a Reuters realizaram pesquisas sobre o quanto o público em geral compreende a TCR, um "conceito acadêmico outrora obscuro", e constataram que a maioria das pessoas não está familiarizada com a TCR e a interpreta de forma equivocada. Aqueles que apoiam a TCR defendem a ideia de que ela é um "conjunto de ferramentas intelectuais desenvolvido por estudiosos do direito para examinar o racismo sistêmico". A TCR teve sua origem nos estudos jurídicos e foi concebida para estudiosos do direito e acadêmicos. The Economist, com base em dados do YouGov de 2021, afirmou que 50% dos americanos achavam que tinham uma "boa noção do que era a teoria crítica da raça e que a maioria acreditava que ela era prejudicial para a América." Contudo, The Economist asseverou que "as atitudes e crenças de 70% dos americanos na verdade estão em consonância com a TCR—isto é, que o racismo é um problema social significativo nos Estados Unidos". A TCR postula que o racismo está "entrelaçado no sistema jurídico dos EUA e enraizado em suas instituições primárias", de acordo com a Reuters. Ademais, segundo uma pesquisa realizada pela The Economist, "a maioria" dos adultos americanos acredita que o racismo existe no Congresso dos EUA, nas estruturas legais americanas, nas instituições financeiras e em organizações e agências, incluindo as forças policiais.
Uma pesquisa de opinião nacional de 2021 realizada pela Reuters constatou que 57% dos adultos americanos disseram não estar familiarizados com a TCR. Daqueles que afirmaram conhecer os princípios da TCR, a Reuters descobriu que as respostas subsequentes a perguntas específicas sobre os preceitos da TCR foram influenciadas por "equívocos sobre a teoria crítica da raça que têm circulado amplamente entre os meios de comunicação conservadores". Quando questionados por meio de perguntas de verdadeiro ou falso sobre a história e os ensinamentos da TCR, apenas 5% daqueles que afirmavam estar familiarizados com a TCR conseguiram fornecer as respostas corretas.

### Conselhos escolares públicos

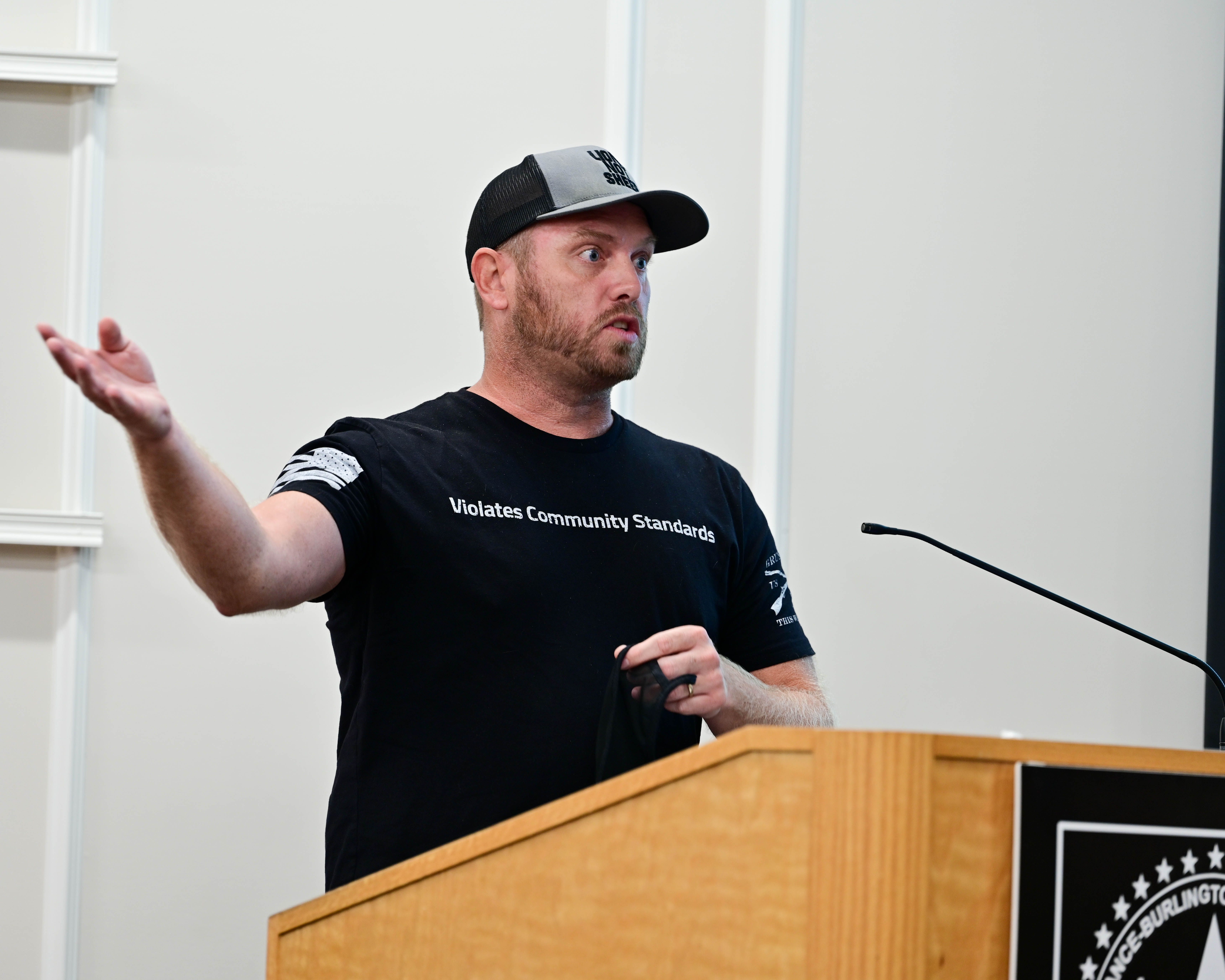
Um manifestante protesta contra a teoria crítica da raça em uma reunião do conselho escolar do Alamance-Burlington School System em 2021.

Os republicanos concentraram seus esforços em banir o uso da TCR nas escolas públicas de todo os Estados Unidos. No meio do verão de 2021, grupos conservadores passaram a levar a batalha contra a TCR para os conselhos escolares. No Texas, na cidade de Southlake, no Condado de Tarrant, na Carroll High School, um grupo de estudantes de pessoas de cor (POC) se mobilizou para abordar alegações de racismo após incidentes reportados desde, pelo menos, 2018, e ajudou a formar a Coalizão Anti-Racismo de Southlake (SARC). Pais dissidentes formaram o PAC Southlake Families e lutaram contra eles, endossando um candidato à prefeitura e candidatos para o conselho escolar e para a câmara municipal. Os candidatos endossados pelo PAC venceram com cerca de 70% dos votos. Quando rejeitaram a "inclusão de consciência cultural no currículo", o PAC escreveu no Twitter: "A Teoria Crítica da Raça não vai chegar aqui. Isso é o que acontece quando pessoas boas se levantam e dizem: não na minha cidade, nem sob minha supervisão." Em seu site, o PAC afirmou: "A TCR é um quadro teórico que vê a sociedade como dominada pela supremacia branca e categoriza as pessoas como 'privilegiadas' ou 'oprimidas' com base na cor da pele... Além disso, ensina as crianças a odiarem a América. Pergunte a si mesmo: quem, em sã consciência, gostaria de ter isso ensinado nas escolas públicas?"
Uma das primeiras suspensões relacionadas à teoria crítica da raça ocorreu em 1º de setembro de 2021, em Colleyville, Texas, no Condado de Tarrant, Texas. James Whitfield, que foi o primeiro diretor negro da Colleyville Heritage High School, foi suspenso por supostamente promover a TCR—Whitfield negou repetidamente a acusação. Pais e dezenas de professores suplicaram ao conselho de administração do distrito escolar que reintegrasse Whitfield, um diretor popular. Estudantes realizaram caminhadas de protesto em apoio ao diretor. No verão de 2020, Whitfield escreveu uma carta aberta expressando suas preocupações em relação aos assassinatos de Ahmaud Arbery e George Floyd, bem como à morte de Breonna Taylor. Em resposta, um ex-candidato ao conselho escolar, Stetson Clark, se manifestou em uma reunião do conselho em julho, acusando Whitfield de promover a TCR. Algumas pessoas presentes na reunião gritaram: "Demita-o."
Segundo a estação de televisão com sede em Dallas, a WFAA, até fevereiro de 2022, alguns pastores cristãos estavam reagindo contra o que chamam de "manual da extrema-direita para derrubar as escolas públicas do Texas", afirmando que se trata de um "caos destrutivo puro" que resultou em um "termo obscuro chamado Teoria Crítica da Raça... consumindo pais que acreditam que ela está sendo ensinada nas salas de aula do Texas." Isso também resultou nas renúncias de vários superintendentes de distritos escolares, inclusive nos distritos escolares independentes de Dallas e Fort Worth.
Em 16 de junho de 2022, a ProPublica e o programa Frontline publicaram um artigo sobre como um grupo de pais brancos, vocalmente organizados e contrários à TCR, no Distrito Escolar do Condado de Cherokee (CCSD) na Geórgia, havia mirado Cecelia Lewis, uma educadora negra, que havia sido oferecida um emprego no início de 2021 como a primeira administradora focada em diversidade, equidade e inclusão (DEI) do CCSD. Alguns dos pais pesquisaram e alvejaram a educadora, conseguindo dificultar sua contratação no próximo emprego, o que a levou a renunciar.

### Legislação em nível estadual
Em dezembro de 2020, a organização sem fins lucrativos conservadora American Legislative Exchange Council (ALEC), que trabalha com legisladores estaduais para redigir e compartilhar projeto de lei modelo, facilitou um workshop intitulado "Contra o Ataque da Teoria Crítica: Recuperando a Educação e o Sonho Americano", com Rufo como convidado de destaque e com a presença de 31 legisladores estaduais. ALEC fornece um fórum para a colaboração em projeto de lei modelo – ajudando legisladores estaduais a redigir legislação que outros estados também possam modificar e apresentar como projetos de lei.
No início de 2021, projetos de lei apoiados pelo Republicano foram apresentados para restringir o ensino sobre raça, etnia ou escravidão nas escolas públicas de diversos estados, incluindo Idaho, Iowa, Oklahoma, Tennessee e Texas. Vários desses projetos de lei mencionam especificamente "teoria crítica da raça" ou fazem referência exclusiva ao 1619 Project. A TCR é ensinada no nível universitário, e os professores das escolas públicas geralmente não utilizam o termo "Teoria Crítica da Raça" ou seus fundamentos jurídicos.
Em meados de abril de 2021, foi apresentado um projeto de lei na Legislatura de Idaho que efetivamente proibiria qualquer entidade educacional de ensinar ou defender "sectarismo", incluindo a teoria crítica da raça ou outros programas envolvendo justiça social. Em 4 de maio de 2021, o projeto foi sancionado pelo governador Brad Little. Em 10 de junho de 2021, a Junta de Educação da Flórida votou por unanimidade para proibir as escolas públicas de ensinarem a TCR, a pedido do governador Ron DeSantis. Em julho de 2021, 10 estados dos EUA haviam apresentado projetos de lei ou tomado outras medidas para restringir o ensino da TCR, e outros 26 estados estavam em processo de fazê-lo. Em junho de 2021, a Associação Americana de Professores Universitários, a Associação Americana de Historiadores, a Associação de Faculdades e Universidades Americanas e a PEN America divulgaram uma declaração conjunta manifestando sua oposição a essa legislação, e até agosto de 2021, 167 organizações profissionais haviam aderido à declaração. Em agosto de 2021, o Brookings Institution registrou que oito estados—Idaho, Oklahoma, Tennessee, Texas, Iowa, New Hampshire, Arizona e Carolina do Sul—haviam aprovado regulamentações sobre o tema, embora tenha sido observado que nenhum dos projetos de lei aprovados, com exceção do de Idaho, continha as palavras "teoria crítica da raça". O Brookings também observou que essas leis frequentemente se estendem além da raça para discussões sobre gênero.
Timothy D. Snyder, historiador e professor da Universidade de Yale, chamou essas novas leis estaduais de lei da memória – "ações governamentais projetadas para orientar a interpretação pública do passado". As primeiras leis da memória foram concebidas para proteger grupos vítimas, por exemplo, contra tentativas de revisão por parte de negadores do Holocausto, mas mais recentemente têm sido usadas pela Rússia para proteger "os sentimentos dos poderosos", depois pelo 1776 Report de Trump em janeiro de 2021, seguido por legislaturas lideradas pelos republicanos que apresentaram esses projetos de lei. Snyder chamou a versão de Idaho de "kafkiana em sua censura: afirma a liberdade de expressão e, em seguida, proíbe a expressão divisiva."
De janeiro de 2021 a fevereiro de 2022, 35 estados introduziram 137 projetos de lei que limitam o que as "escolas podem ensinar em relação à raça, história americana, política, orientação sexual e identidade de gênero". A PEN America, uma associação sem fins lucrativos de escritores "dedicada à liberdade de expressão" e afiliada à International Freedom of Expression Exchange, tem monitorado essa legislação. Jeffrey Sachs, que acompanha essa legislação, afirmou que a "explosão recente" de projetos de lei significa que a sala de aula se tornou um "campo minado" para educadores que desejam ensinar "escravidão, leis de Jim Crow ou o Holocausto". Um artigo de abril de 2022 na Education Week afirmou que 42 estados haviam apresentado projetos de lei ou "tomado outras medidas" para restringir o "ensino da teoria crítica da raça" e, "mais amplamente, limitar como os professores podem discutir racismo e sexismo em sala de aula."
O primeiro estado a banir a TCR foi Idaho, quando um projeto de lei foi apresentado em meados de abril de 2021, e sancionado pelo governador Brad Little em 4 de maio.
Em maio de 2021, diversas legislaturas estaduais introduziram projetos de lei para restringir o ensino da teoria crítica da raça (TCR) nas escolas públicas. Projetos foram aprovados em 14 estados, todos com legislaturas de maioria republicana e governadores republicanos. Vários desses projetos mencionam especificamente "teoria crítica da raça" ou fazem referência exclusiva ao 1619 Project do New York Times.
A legislatura do estado do Texas, predominantemente republicana, proibiu que os professores utilizassem o 1619 Project como parte do conteúdo das aulas. O 1619 Project revisita o papel dos afro-americanos na história dos EUA, recontextualizando as consequências da escravidão nos Estados Unidos. O Projeto de Lei da Câmara do Texas 3979, elaborado pelo senador Bryan Hughes (R-Mineola) e outros, tornou-se lei em dezembro de 2021, limitando a forma como as escolas texanas podem ensinar sobre raça e racismo, entre outras questões. Sob o Projeto de Lei 3979, declara-se que os professores devem evitar ensinar os seguintes conceitos: "(1) que uma raça ou sexo é inerentemente superior à outra; (2) que um indivíduo é inerentemente racista, sexista ou opressor por causa de sua própria raça ou sexo; (3) que um indivíduo deve ser tratado de maneira injusta devido à sua raça ou sexo; (4) que membros de determinados grupos não devem demonstrar respeito por indivíduos com base em raça, sexo ou religião; (5) que a moralidade de um indivíduo é determinada por sua raça ou sexo; (6) que um indivíduo é responsável por ações cometidas no passado por pessoas da mesma raça ou sexo; (7) que um indivíduo deve sentir vergonha ou culpa por causa de sua raça ou sexo; (8) que a meritocracia é racista ou sexista." Além disso, os professores deixam de ter qualquer obrigação de realizar treinamentos sobre como lidar com o racismo em sala de aula. A lista baseia-se nos "conceitos divisivos" listados na ordem executiva de 28 de setembro de 2020,
Em 10 de junho de 2021, a Junta de Educação da Flórida proibiu a TCR por temer que o conceito de racismo embutido na TCR continuasse a sustentar a supremacia branca na sociedade americana e em seus sistemas jurídicos. A votação da junta, incentivada pelo governador Ron DeSantis, foi unânime.
Em abril de 2022, quando o governador republicano Brian Kemp sancionou projetos de lei que proibiam a TCR, ele afirmou que o estado estava protegendo os direitos fundamentais dos pais de direcionarem a educação de seus filhos, evitando que as salas de aula na Geórgia se tornassem "peões daqueles que doutrinam nossas crianças com suas agendas políticas partidárias."
Várias leis estaduais para banir o ensino da TCR nas escolas públicas estaduais não continham as palavras "teoria crítica da raça", com exceção das leis aprovadas em Idaho, conforme apontado por um artigo do Brookings Institution de 2 de julho de 2021.

### Organizações religiosas
O debate em torno da TCR tem sido divisório para muitas igrejas.Predefinição:Which
A Convenção Batista do Sul em uma resolução de 2019 afirmou que "[a] teoria crítica da raça e a interseccionalidade [...] podem auxiliar na avaliação de uma variedade de experiências humanas". Em 2020, seis presidentes de seminários da SBC declararam que a teoria crítica da raça era "incompatível" com a Declaração de Fé Batista. Consequentemente, vários pastores deixaram a SBC.
Em novembro de 2020, líderes estudantis da Cru, uma organização cristã estudantil, escreveram uma carta ao presidente da Cru associando a TCR a "ideias não bíblicas que nos levaram à desunião".
Em uma palestra da Associação Americana de Conselheiros Cristãos em 2021, intitulada "As Cinco Maiores Epidemias Globais", o evangelista Josh McDowell citou a teoria crítica da raça como a primeira epidemia. Ele afirmou que não "acreditava que negros, afro-americanos e muitas outras minorias tivessem oportunidades iguais". Em seguida, no Twitter (agora X), ele esclareceu e pediu desculpas por alguns de seus comentários, mantendo que "o racismo impediu que a igualdade fosse alcançada em nossa nação".

## Outros países
Em países fora dos Estados Unidos, o ensino da teoria crítica da raça e do privilégio branco também tem sido controverso.

### Austrália
Na Austrália, o governo conservador da Coalizão apoiou uma moção no Senado apresentada por Pauline Hanson para banir o ensino da teoria crítica da raça no Currículo Nacional Australiano. A moção no Senado ocorreu durante uma revisão do Currículo Nacional Australiano. A moção não considerou que o documento curricular não continha referência à Teoria Crítica da Raça. Tal medida prévia foi associada às guerras culturais transnacionais entre o Reino Unido, os Estados Unidos e a Austrália.
Em junho de 2021, após reportagens na mídia de que o currículo nacional proposto estava "preocupado com a opressão, discriminação e lutas dos aos povos indígenas australianos", o Senado Australiano aprovou uma moção apresentada pela senadora de direita Pauline Hanson, convocando o governo federal a rejeitar a TCR, apesar de ela não constar no currículo. Apesar disso, a TCR tem ganhado popularidade crescente nos círculos acadêmicos australianos, para investigar questões/estudos indígenas, o islamofobia na Austrália e as experiências de africanos negros.

### França
Em janeiro de 2022, o ministro francês da educação, Jean-Michel Blanquer, pediu "combater um quadro intelectual oriundo de universidades americanas [...] que busca essencializar comunidades e identidades, algo que vai contra o nosso modelo repúblicano".

### Holanda
Em 2021, 34 ministros, de um total de 150 membros da Câmara dos Representantes, eram a favor de retirar a teoria crítica da raça do currículo.
A representante Caroline van der Plas afirmou, em um debate realizado em 25 de janeiro de 2023:
Precisamos continuar a conversar sobre nossa história. Teremos que continuar buscando as histórias uns dos outros. Acredito que devemos debater aqui sobre o que se pensa, se sente e se discute na sociedade [nos Países Baixos], e não com base no que vem dos Estados Unidos. O que acontece nas universidades dos [Estados Unidos] repercute nos Países Baixos. Isso impacta a vida estudantil de Amsterdã e a grachtengordel. Mas fora da randstad, da autoestrada A10 (Holanda), as pessoas não se preocupam com isso. Essas pessoas não estão ocupadas com termos como fragilidade branca, teoria crítica da raça ou descolonização. Portanto, gostaria de convocar um debate holandês sobre a escravidão, e não o debate americano.

### Reino Unido
No Reino Unido, educadores foram alertados de que professores que ensinassem o privilégio branco estariam violando a lei.
Conservadores do governo do Reino Unido começaram a criticar a TCR no final de 2020. A Ministra das Igualdades, Kemi Badenoch, de ascendência nigeriana, declarou, durante um debate parlamentar em homenagem ao Mês da História Negra, "Não queremos ver professores ensinando aos seus alunos sobre privilégio branco e culpa racial herdada [...] Qualquer escola que ensine esses elementos da teoria crítica da raça, ou que promova visões políticas partidárias, como desfinanciar a polícia sem oferecer um tratamento equilibrado das visões opostas, estará violando a lei."
Em uma carta aberta, 101 escritores do Black Writers' Guild condenaram Badenoch por seus comentários sobre livros populares de antirracismo, como White Fragility e Why I'm No Longer Talking to White People About Race, feitos em uma entrevista na The Spectator, na qual ela afirmou: "muitos desses livros—e, na verdade, alguns dos autores e defensores da teoria crítica da raça—na verdade querem uma sociedade segregada".
O grupo anti-TCR Color Us United prometeu "lutar" contra a Salvation Army devido ao panfleto de orientações da instituição intitulado "Vamos Conversar Sobre o Racismo".
Em setembro de 2023, um Tribunal de Emprego decidiu que a oposição à teoria crítica da raça, com apoio à postura de Martin Luther King em relação à raça, é uma crença filosófica protegida sob a Equality Act 2010.

## Obras citadas
A
- Adams, Biba (4 de maio de 2021). «Projeto de lei que proíbe a teoria crítica da raça em escolas públicas torna-se lei». Yahoo News. Consultado em 7 de maio de 2021. Cópia arquivada em 6 de maio de 2021
- American Legislative Exchange Council (7 de dezembro de 2020). Contra o Ataque da Teoria Crítica: Recuperando a Educação e o Sonho Americano. Workshops ALEC. Bridget Weisenberg (Diretora) e Chris Rufo, Jonathan Butcher, Angela Sailor, Ian Rowe, Robert Woodson (Convidados).  Em cena em 1:00:03. Consultado em 9 de maio de 2022
- Ansell, Amy (2008). «Teoria Crítica da Raça». In:  Schaefer, Richard T. Enciclopédia de Raça, Etnicidade e Sociedade, Volume 1. [S.l.]: SAGE Publications. pp. 344–346. ISBN 978-1-4129-2694-2. doi:10.4135/9781412963879.n138
- Asmelash, Leah (5 de maio de 2021). «Um distrito escolar tentou combater o racismo e um grupo de pais reagiu». CNN. Consultado em 24 de outubro de 2021. Cópia arquivada em 19 de outubro de 2021
- Awtrey, Jeff (16 de julho de 2021). «Senado do Texas aprova projeto de lei de Hughes que proíbe o ensino da teoria crítica da raça em escolas públicas». KLTV. Consultado em 9 de maio de 2022. Cópia arquivada em 23 de outubro de 2021

B
- Banks, Jasmine (13 de agosto de 2021). «O capitalista radical por trás da polêmica da teoria crítica da raça». The Nation. ISSN 0027-8378. Consultado em 25 de maio de 2022
- Bauer, Will (10 de maio de 2022). «Resultados eleitorais: Endosso de Trump fracassa na primária republicana para governador em Nebraska: NPR». NPR. Consultado em 10 de maio de 2022
- Beauchamp, Zack (15 de outubro de 2018). «A controvérsia em torno dos estudos falsos na teoria crítica, explicada». Vox. Consultado em 17 de fevereiro de 2021
- Bernstein, Sharon (28 de abril de 2022). «A Geórgia torna-se o mais recente estado dos EUA a banir conceitos "divisivos" no ensino sobre raça». Reuters. Consultado em 9 de maio de 2022
- Bunay, Angela (24 de fevereiro de 2021). «Estudantes opinam sobre banco de dados de teoria crítica da raça lançado por professor de direito». The Cornell Daily Sun. Consultado em 11 de maio de 2022

C
- Tucker Carlson (apresentador), Elana Fishbein (convidada) (7 de outubro de 2021). Pai da Pensilvânia se manifesta após o DOJ visar pais em reuniões de conselhos escolares.  Em cena em 2:56. Consultado em 17 de junho de 2022
- Carr, Nicole (16 de junho de 2022). «Pais brancos se mobilizaram para expulsar uma educadora negra da cidade. Depois, seguiram-na até a próxima.». ProPublica. Consultado em 17 de junho de 2022

D
- Dawsey, Josh; Stein, Jeff (5 de setembro de 2020). «A Casa Branca direciona agências federais a cancelar sessões de treinamento relacionadas à raça que chama de 'propaganda anti-americana'». The Washington Post. ISSN 0190-8286. Cópia arquivada em 11 de setembro de 2020 Verifique o valor de |url-access=limited (ajuda)

E
- «Americanos que já ouviram falar da teoria crítica da raça não a aprovam». The Economist. 17 de junho de 2021. ISSN 0013-0613. Consultado em 9 de maio de 2022
- «Mapa: Onde a Teoria Crítica da Raça Está Sendo Combatida». Education Week. 11 de junho de 2021. ISSN 0277-4232. Consultado em 22 de janeiro de 2022
- «Teoria crítica da raça». Encyclopædia Britannica. 21 de setembro de 2021. Cópia arquivada em 22 de novembro de 2021 Verifique o valor de |url-access=limited (ajuda)

F
- «Combatendo a Estereotipagem de Raça e Sexo». Federal Register. 28 de setembro de 2020. Consultado em 9 de maio de 2022
- Ford, Chandra L.; Airhihenbuwa, Collins O. (abril de 2010). «Teoria Crítica da Raça, Equidade Racial e Saúde Pública: Rumo a uma Prática Antirracista». American Journal of Public Health. 100 (Suplemento 1): S30–S35. ISSN 0090-0036. PMC 2837428. PMID 20147679. doi:10.2105/AJPH.2009.171058

G
- Gregory, Chandi (11 de agosto de 2021). «Emenda de Cotton para retirar financiamento da Teoria Crítica da Raça aprovada pelo Senado». 5News Online. Consultado em 17 de maio de 2022
- Greenblatt, Alan (dezembro de 2011). «O ALEC desfruta de uma nova onda de influência e críticas». Governing. Consultado em 23 de dezembro de 2013. Cópia arquivada em 24 de dezembro de 2013
- Greenfield, Nathan M. (12 de junho de 2021). «Por que os estados estão se alinhando para banir a teoria crítica da raça?». University World News. Cópia arquivada em 13 de junho de 2021
- Gross, Terry (3 de fevereiro de 2022). «Da escravidão ao socialismo, nova legislação restringe o que os professores podem discutir». NPR. Consultado em 17 de maio de 2022

H
- Hananoki, Eric (22 de junho de 2021). «No Left Turn in Education, um grupo anti-teoria crítica da raça de destaque, frequentemente usa retórica tóxica na mídia». Media Matters for America. Consultado em 17 de junho de 2022
- Harris, Adam (7 de maio de 2021). «A obsessão do Partido Republicano com a "Teoria Crítica da Raça"». The Atlantic. Cópia arquivada em 26 de maio de 2021 Verifique o valor de |url-access=limited (ajuda)
- Herbert, Geoff (5 de fevereiro de 2021). «Professor de CNY cria lista de faculdades com "teoria crítica da raça", diz que ajudará pais a evitá-las». Syracuse.com. Consultado em 16 de junho de 2023
- Holmes, Steven A. (16 de novembro de 1997). «O representante da direita política sobre a questão racial». The New York Times. p. 24 Verifique o valor de |url-access=limited (ajuda)

I
- Iati, Marisa (29 de maio de 2021). «O que é a teoria crítica da raça, e por que os republicanos querem bani-la das escolas?». The Washington Post. Consultado em 1 de dezembro de 2021 Verifique o valor de |url-access=limited (ajuda)

K
- Kahn, Chris (15 de julho de 2021). «Muitos americanos abraçam falsidades sobre a teoria crítica da raça». Reuters. Consultado em 9 de maio de 2022
- Kendi, Ibram X. (14 de junho de 2022a). Como Criar um Filho Antirracista. [S.l.]: Random House Publishing Group. ISBN 978-0-593-24253-7
- Kendi, Ibram X. (15 de junho de 2022b). «Republicanos ajudam a manter o racismo ao minar a teoria crítica da raça na educação pública». USA Today. Consultado em 17 de junho de 2022
- Kingkade, Tyler; Zadrozny, Brandy; Collins, Ben (15 de junho de 2021). «A batalha da teoria crítica da raça invade os conselhos escolares — com o apoio de grupos conservadores». NBC News. Cópia arquivada em 16 de junho de 2021
- Knowles, Rachel (23 de junho de 2021). «A Coalizão apoia a moção de Pauline Hanson para banir o ensino da teoria crítica da raça». National Indigenous Times. Consultado em 5 de novembro de 2022. Cópia arquivada em 5 de novembro de 2022

L
- Lang, Cady (29 de setembro de 2020). «Trump atacou a teoria crítica da raça. Eis o que é preciso saber sobre esse movimento intelectual». Time. Cópia arquivada em 16 de janeiro de 2021 Verifique o valor de |url-access=limited (ajuda)
- Lindsay, James (15 de fevereiro de 2022). Marxismo Racial: A Verdade Sobre a Teoria Crítica da Raça e a Prática. [S.l.]: New Discourses. 357 páginas. ASIN B09QFYX2CD
- Locin, Mitchell; Tackett, Michael (4 de junho de 1993). «Clinton descarta nomeado». Chicago Tribune. p. 11. Cópia arquivada em 26 de novembro de 2018 Verifique o valor de |url-access=limited (ajuda)
- Lopez, Brian (10 de novembro de 2021). «Diretor de escola do Norte do Texas renuncia para encerrar disputa sobre se ensinava "teoria crítica da raça"». The Texas Tribune. Consultado em 10 de novembro de 2021

M
- «Christopher F. Rufo». Manhattan Institute. N.d. Consultado em 9 de maio de 2021
- Manus, Matt (março de 2022). «Marxismo Racial é um livro muito estranho e muito ruim». Jacobin. Consultado em 29 de abril de 2022
- Meckler, Laura; Dawsey, Josh (21 de junho de 2021). «Republicanos, impulsionados por uma figura improvável, veem promessa política na teoria crítica da raça». The Washington Post. ISSN 0190-8286. Cópia arquivada em 21 de junho de 2021 Verifique o valor de |url-access=limited (ajuda)
- Meyer, Theodoric; Severns, Maggie; McGraw, Meridith (23 de junho de 2021). «'O Tea Party em potência máxima': O mundo de Trump aposta alto na teoria crítica da raça». Politico. Consultado em 23 de junho de 2021

N
- Najarro, Ileana (21 de abril de 2022). «Como as leis sobre raça e sexualidade podem conflitar com o ensino culturalmente responsivo». Education Week. ISSN 0277-4232. Consultado em 17 de maio de 2022
- Napier-Raman, Kishor (22 de junho de 2021). «Governo apoia a guerra cultural de Pauline Hanson contra a teoria crítica da raça. A questão é: por quê?». Política. Crikey. Consultado em 5 de novembro de 2022. Cópia arquivada em 5 de novembro de 2022

O
- O'Kane, Caitlin (21 de maio de 2021). «Quase uma dúzia de estados querem banir a teoria crítica da raça nas escolas». CBS News. Consultado em 12 de junho de 2021. Cópia arquivada em 13 de junho de 2021

P
- Pittman, Ashton (21 de janeiro de 2021). «Biden dissolve o Comitê de "Educação Patriótica" de Trump que incluía o ex-governador Bryant». Mississippi Free Press. Consultado em 9 de maio de 2022
- Postal, Leslie (10 de junho de 2021). «A junta de educação da Flórida vota para banir "teoria crítica da raça" das salas de aula estaduais». Orlando Sentinel. Consultado em 12 de junho de 2021. Cópia arquivada em 12 de junho de 2021
- Power, Lis (15 de junho de 2021). «A obsessão da Fox News com a teoria crítica da raça, em números». Media Matters for America. Consultado em 9 de maio de 2022

R
- Ray, Rashawn; Gibbons, Alexandra (2 de julho de 2021). «Por que os estados estão banindo a teoria crítica da raça?». Brookings Institution. Consultado em 31 de outubro de 2021
- Joy Reid (apresentadora), James Whitfield (convidado) (17 de setembro de 2021). Primeiro diretor negro de escola no Texas é suspenso após ser acusado de promover a TCR. The ReidOut. MSNBC. Consultado em 12 de maio de 2022
- Richert, Kevin; Jones, Blake (19 de abril de 2021). «Resumo legislativo, 19.04.21: Novo projeto de lei visa o sectarismo e a teoria crítica da raça». Idaho Education News. Consultado em 20 de abril de 2021. Cópia arquivada em 19 de abril de 2021
- Rosen, Jeffrey (9 de dezembro de 1996). «Os Sangues e os Críticos». The New Republic Verifique o valor de |url-access=limited (ajuda)
- @realchrisrufo (15 de março de 2021). «@ConceptualJames O objetivo é fazer com que o público leia algo absurdo no jornal e imediatamente pense "teoria crítica da raça." Nós decodificamos o termo e o recodificaremos para anexar toda a gama de construções culturais que são impopulares entre os americanos.» (Tweet). Consultado em 9 de maio de 2022 – via Twitter
- Russell, Margaret M. (1997). «Além dos "Traidores" e "Cartões de Raça": Advogadas negras e o atadura da prática jurídica». Michigan Law Review. 95 (4): 766–794. JSTOR 1290046. doi:10.2307/1290046

S
- Sachs, Jeffrey (24 de janeiro de 2022). «Aumento acentuado de ordens de silêncio, muitos mal redigidos». PEN America. Consultado em 17 de maio de 2022
- Scott, Eugene (19 de janeiro de 2021). «Análise: O relatório do Projeto 1776 ataca um conceito na base da presidência de Trump: "Política de identidade"». The Washington Post. ISSN 0190-8286. Consultado em 9 de maio de 2022
- Shepherd, Katie (1 de setembro de 2021a). «Pais texanos acusam um diretor negro de promover a teoria crítica da raça. O distrito agora o suspendeu.». The Washington Post. Consultado em 12 de maio de 2022 Verifique o valor de |url-access=limited (ajuda)
- Shepherd, Katie (21 de setembro de 2021b). «Famílias imploram pela reintegração do diretor negro após disputa sobre a teoria crítica da raça: "Nada menos que uma caça às bruxas"». The Washington Post. ISSN 0190-8286. Consultado em 22 de outubro de 2021 Verifique o valor de |url-access=limited (ajuda)
- Smietana, Bob (18 de maio de 2021a). «Por que o enganador dos estudos de queixa e ateu James Lindsay quer salvar os Batistas do Sul». Religion News Service. Consultado em 3 de julho de 2022

T
- «Projeto de Lei 3979 da Câmara» (PDF). A Legislatura do Texas. 15 de junho de 2021. Consultado em 26 de julho de 2021
- Trump, Donald J. (22 de setembro de 2020). «Ordem Executiva sobre o Combate à Estereotipagem de Raça e Sexo». A Casa Branca. Cópia arquivada em 25 de fevereiro de 2021

W
- Wallace-Wells, Benjamin (18 de junho de 2021). «Como um ativista conservador inventou o conflito em torno da teoria crítica da raça». The New Yorker. OCLC 909782404. Cópia arquivada em 18 de junho de 2021 Verifique o valor de |url-access=limited (ajuda)
- Waxman, Olivia (24 de junho de 2021). «'A Teoria Crítica da Raça é simplesmente o mais recente bicho-papão.' Por dentro da luta sobre o que as crianças aprendem sobre a história da América». Time Verifique o valor de |url-access=limited (ajuda)
- Whitely, Jason (2 de fevereiro de 2022). «O manual da extrema-direita para derrubar as escolas públicas do Texas é "caos destrutivo puro", afirmam pastores». Dallas: WFAA. Consultado em 12 de maio de 2022
- Wiener, Don; Kotch, Alex (27 de julho de 2021). «O ALEC inspira legisladores a apresentarem projetos de lei anti-teoria crítica da raça». Center for Media and Democracy. Consultado em 9 de maio de 2022
- Wilson, Reid (22 de junho de 2021). «Os republicanos veem a batalha contra a teoria crítica da raça como uma poderosa arma para as eleições intermediárias». The Hill. Consultado em 17 de junho de 2022
- Wood, Vincent (21 de outubro de 2020). «Professores que apresentam o privilégio branco como fato estão violando a lei, alerta ministro». Notícias. The Independent. Consultado em 5 de novembro de 2022. Cópia arquivada em 5 de novembro de 2022 Verifique o valor de |url-access=registration (ajuda)